# David Fernández Domingo
David Fernández Domingo (Villaconejos, 16 de febrero de 1977) fue un ciclista español, que fue profesional entre 2000 y 2005. De su palmarés destaca la victoria al Circuito de Guecho.

## Palmarés
- 1999
  - Vencedor de una etapa de la Vuelta en Tarragona
- 2002
  - Vencedor de una etapa de la Vuelta en Castilla y León
  - Vencedor de una etapa de la Vuelta en Burgos
- 2003
  - Vencedor de una etapa de la Gran Premio Mosqueteiros-Eructa do Marquês
- 2005
  - 1º en el Circuito de Guecho

### Resultados a la Vuelta a España
- 2001. 124.º de la clasificación general
- 2004. Abandona (18.ª etapa)